# Crkvice
Crkvice (cirill írással: Црквице) montenegrói település az ország nyugati részén, az 1895 méter magas Orjen csúcs közelében. A település Európa legcsapadékosabb helye.

## Földrajz

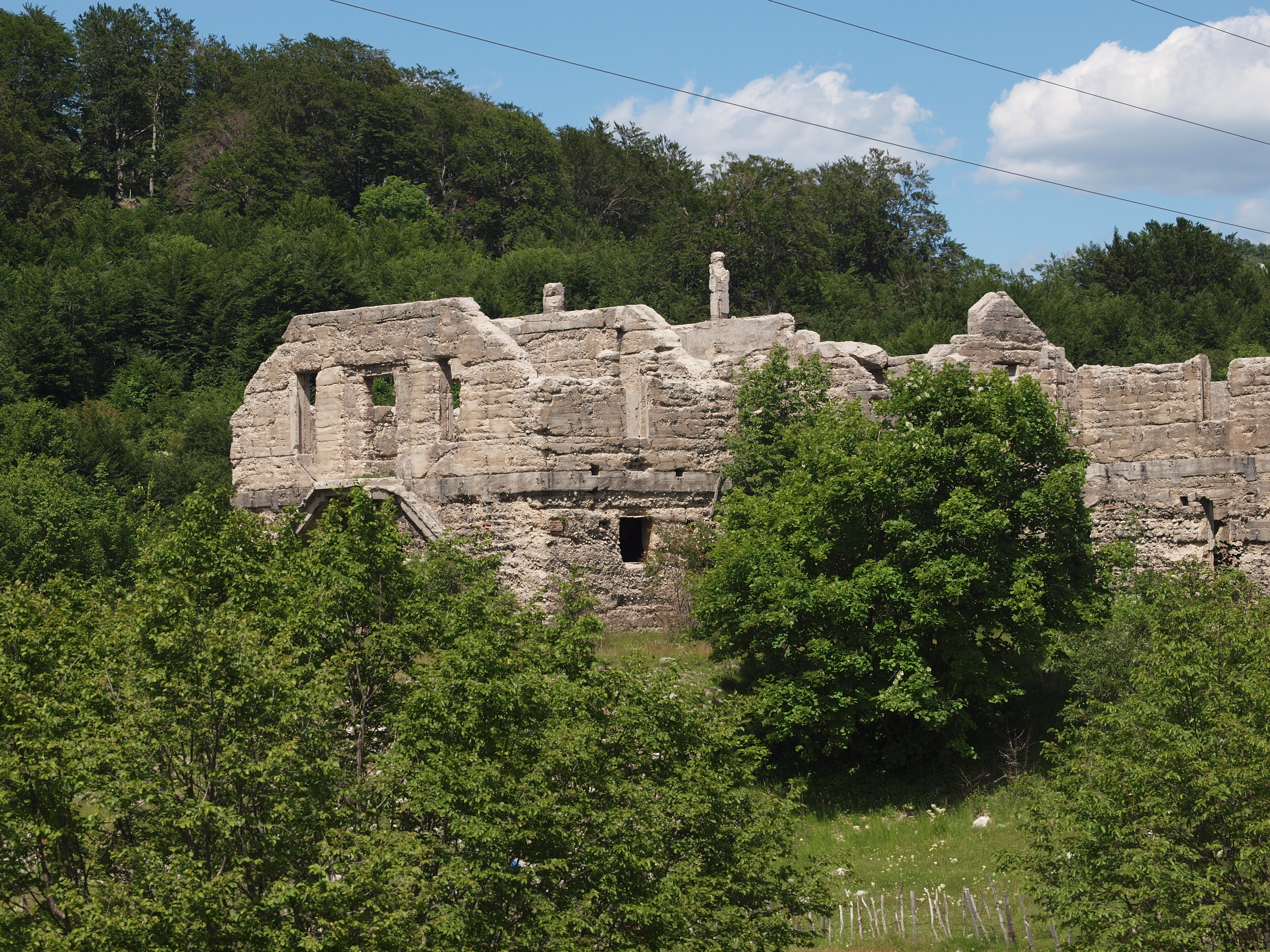
Régi épület Crkvice közelében

A település a Dinári-hegységben helyezkedik el, 940 méter magasságban az Orjen csúcs közelében, valamint közel fekszik a horvát és bosnyák határhoz és az Adriai-tengerparthoz. A településhez legközelebb fekvő nagyobb város Herceg Novi, az Adriai-tenger partján.

## Éghajlat
A település éghajlata mediterrán, tehát a nyár meleg és napos, az ősz, a tél pedig az esős évszakok. Crkvice a Dinári-hegység, és egyben Európa legcsapadékosabb helye, mivel az évi átlagos csapadékmennyiség 4624 mm, de nem ritka a 7000 mm éves csapadékmennyiség sem. Eddig a rekordszámú csapadékmennyiség 8036 mm volt, amely 1937-ben hullott. Hasonlóan a monszunhoz, a novemberi esőzések során akár 2000 liternyi csapadék is leeshet négyzetméterenként egy hónap alatt. Ennek ellenére a július jellemzően száraz, ami erdőtüzeket is eredményezhet.
Mivel a település viszonylag magasan fekszik, az éghajlat valamivel hidegebb az átlagos mediterrán éghajlatnál. Télen fagyokra is lehet számítani, és átlagosan 70 napig hó is van. Télen a minimum hőmérséklet -3°C, a maximum 5°C szokott lenni. A nyár viszonylag hűvös, maximum 23°C, minimum 10°C lehetséges.
| Hónap                         | Jan. | Feb. | Már. | Ápr. | Máj. | Jún. | Júl. | Aug. | Szep. | Okt. | Nov. | Dec. | Év   |
| ----------------------------- | ---- | ---- | ---- | ---- | ---- | ---- | ---- | ---- | ----- | ---- | ---- | ---- | ---- |
| Átlagos max. hőmérséklet (°C) | 4,9  | 5,5  | 8,1  | 12,0 | 16,8 | 20,5 | 23,8 | 23,9 | 20,3  | 16,0 | 10,4 | 6,5  | 14,1 |
| Átlagos min. hőmérséklet (°C) | −3,2 | −2,6 | −0,3 | 3,4  | 7,3  | 10,1 | 12,4 | 12,2 | 9,6   | 5,7  | 2,0  | −1,5 | 4,6  |
| Átl. csapadékmennyiség (mm)   | 584  | 474  | 507  | 386  | 204  | 134  | 74   | 142  | 256   | 499  | 720  | 642  | 4622 |

## Fordítás
- Ez a szócikk részben vagy egészben  a   Crkvice című angol Wikipédia-szócikk fordításán alapul.  Az eredeti cikk szerkesztőit annak laptörténete sorolja fel. Ez a jelzés csupán a megfogalmazás eredetét és a szerzői jogokat jelzi, nem szolgál a cikkben szereplő információk forrásmegjelöléseként.